# (163693) Atira
(163693) Atira es un asteroide de tipo Atira, es decir, su órbita está totalmente contenida en la de la Tierra, el primero descubierto de esta clase. Su nombre hace referencia a Atira, la diosa de la Tierra de los pawnee y estrella de la tarde.
Fue descubierto el 11 de febrero de 2003 por  el programa LINEAR en Socorro, Nuevo México (Estados Unidos)